# Georg Christoph Lichtenberg
Georg Christoph Lichtenberg, pseudonim Emanuel Candidus i Conrad Photorin (Ober Ramstadt pokraj Darmstadta, 1. srpnja 1742. – Göttingen, 24. veljače 1799.), njemački fizičar i književnik. Profesor fizike u Göttingenu. Poznat u području elektriciteta po takozvanim Lichtenbergovim figurama. Objavljivao prirodoslovne i filozofske članke, zajedljive kritike i duhovite aforizme. Izrugivao se sentimentalizmu, kultu genija i fiziognomici. Lichtenberg nazvao je pozitivnim električni naboj nastao trljanjem stakla.

## Lichtenbergove figure
Lichtenbergove figure su karakteristične figure koje nastaju kada električna iskra naiđe na površinu krutoga dielektrika, na primjer stakla. Figure se dobivaju tako da se površina dielektrika nakon izbijanja iskre pospe sumporom u prahu (takozvanim sumpornim cvijetom), koji će uz nju prionuti na onim mjestima kojima je prošla iskra. Figure su različita oblika, već prema tomu s koje je elektrode preskočila iskra, pa se razlikuju pozitivne i negativne Lichtenbergove figure.